# سرگئو میکویان
سرگئو آناستاسی میکویان (ارمنی: Սերգո Անաստասի Միկոյան؛ زاده ۵ ژوئن ۱۹۲۹ – درگذشته ۷ مارس ۲۰۱۰) یکی از تاریخ‌نگاران برجسته اتحاد شوروی در زمینه سیاست‌های خارجی اتحاد جماهیر شوروی سوسیالیستی و ایالات متحده آمریکا در آمریکای لاتین تخصص داشت. وی پسر آناستاس میکویان بولشویک کهنه‌کار، سیاستمدار عالی‌رتبه اتحاد شوروی و مشاور رهبر شوروی، نیکیتا خروشچف بود. 

## زندگی‌نامه
میکویان از والدینی به نام‌های آناستاس و آشخن میکویان در ۵ ژوئن ۱۹۲۹ در مسکو به دنیا آمد. وی در سال ۱۹۵۳ به حزب کمونیست اتحاد شوروی پیوست. وی در سال ۱۹۵۲ از پژوهشکده دولتی ارتباطات بین‌المللی مسکو فارغ‌التحصیل شد. میکویان تا سال ۱۹۵۵ در مسکو زندگی کرد. در جریان اوج بحران موشکی کوبا، در اکتبر ۱۹۶۲ در کوبا در مذاکرات سطح بالا با فیدل کاسترو، سرگئو، به عنوان منشی اجرایی با پدرش آناستاس به همراه بود و بیشتر یادداشت های خصوصی پدرش درباره بحران را مستندسازی نمود. وی همچنین برندهٔ جوایزی همچون، و شده‌است. در ۷ مارس ۲۰۱۰ در سن ۸۰ سالگی در مسکو بر اثر سرطان خون درگذشت.